# العلاقات الفلسطينية الناميبية
العلاقات الناميبية الفلسطينية هي العلاقات الثنائيّة بين دولة فلسطين ودولة ناميبيا.

## التاريخ
ارتبطت منظمة التحرير الفلسطينية بعلاقات تاريخية جيدة مع المنظمة الشعبية لجنوب غرب أفريقيا، على عكس إسرائيل التي دعمت نظام الفصل العنصري في جنوب أفريقيا قبل استقلال ناميبيا عنها. وقد قامت الوكالة الفلسطينية للتعاون الدولي بزيارة ناميبيا في عام 2019. تدعم ناميبيا حل الدولتين لإنهاء الصراع الفلسطيني الإسرائيلي. أقامت ناميبيا علاقات دبلوماسية مع فلسطين اعتبارًا من 19 نوفمبر (تشرين الثاني) عام 1988. دعت الجمعية الوطنية لحقوق الإنسان في ناميبيا في عام 2002 إلى إنهاء العلاقات الدبلوماسية مع إسرائيل بسبب إنكار الحكومة الإسرائيليلية المستمر لحق الشعب الفلسطيني غير القابل للتصرف في تقرير مصيره، كما دعت بعض المنظمات الأخرى في ناميبيا إلى قطع العلاقات مع إسرائيل بسبب الصراع الإسرائيلي الفلسطيني. وخلال الحرب الإسرائيلية على غزة في عام 2008، دعت العديد من الأحزاب المعارضة في ناميبيا أيضًا إلى قطع العلاقات مع إسرائيل، وكان من بين هذه الأحزاب حزب سوانو وحزب الحركة الديمقراطية الناميبية من أجل التغيير.
انتقدت العديد من المقالات الافتتاحية في الصحف الناميبية كذلذك علاقات ناميبيا الدبلوماسية مع إسرائيل، ففي يناير (كانون الثاني) عام 2008، كتب أليكساكتوس كوري الأكاديمي والكاتب الناميبي، مقالًا افتتاحيًا نُشر في صحيفة نيو إيرا التي تديرها الدولة انتقد فيها علاقات ناميبيا مع إسرائيل، ووصفها بكونها مثيرة للجدل وقارنها بالعلاقات مع نظام الفصل العنصري في جنوب إفريقيا. وبعد مرور عام، وخلال الحرب على غزة، نشر هربرت جاوتش، رئيس قسم الأبحاث والتعليم في معهد أبحاث وموارد العمل في ناميبيا، مقالة افتتاحية في صحيفة العصر الجديد وصف فيها تصرفات إسرائيل بأنها عمل من أعمال القتل بدم بارد وجريمة ضد الإنسانية، ودعا إلى العزلة الدولية لإسرائيل.
أدانت ناميبيا الهجمات الإسرائيلية على المصلين الفلسطينيين في ساحة المسجد الأقصى بالقدس الشرقية في مايو 2021. وخلال الاجتياح الإسرائيلي لقطاع غزة في أعقاب عملية طوفان الأقصى عام 2023، دعت ناميبيا إلى وقف إطلاق النار، وساندت جنوب أفريقيا في الدعوى التي تقدمت بها إلى محكمة العدل الدولية في لاهاي، والتي اتهمت فيها إسرائيل بارتكاب جرائم حرب وإبادة جماعية بحق الفلسطينيين، كما انتقدت ناميبيا موقف الحكومة الألمانية لدفاعها عن إسرائيل أمام محكمة العدل الدولية في مواجهة الاتهامات التي وجهتها لها جنوب أفريقيا بالإبادة الجماعية للفلسطينيين، وحث الرئيس الناميبي هاكه كينكوب ألمانيا على إعادة النظر في موقفها.

## التمثيل الدبلوماسي
أقامت ناميبيا علاقات دبلوماسية مع فلسطين اعتبارًا من 19 نوفمبر 1988.
ليس لدى فلسطين بعثة دبلوماسية مُقيمة في ناميبيا في الوقت الحالي، وتتولى البعثة الدبلوماسية الفلسطينية في جنوب أفريقيا برئاسة السفيرة الفلسطينية حنان جرار توفير الخدمات القنصلية للفلسطينيين المقيمين في ناميبيا.
كما ويقتصر التمثيل الدبلوماسي لناميبيا عبر سفارتها في القاهرة.
في 9 يوليو 2017، سلّم جافيت ايزاك نسخة من أوراق اعتماده سفيرًا غير مقيم لجمهورية ناميبيا لدى دولة فلسطين. في 2018 انتهت مهامه الرسمية.